# Agathosma rosmarinifolia
Agathosma rosmarinifolia là một loài thực vật có hoa trong họ Cửu lý hương. Loài này được (Bartl.) I.Williams mô tả khoa học đầu tiên năm 1973.